# ديفي جرانت
ديفيد «ديفي» جيريمي جرانت (بالإنجليزية: David "Davey" Jeremy Grant؛ مواليد 18 ديسمبر 1985) هو مُقاتل فنون قتالية مختلطة إنجليزي.

## وصلات خارجية
- ديفي جرانت على موقع يو إف سي (الإنجليزية)
- ديفي جرانت على موقع شيردوغ (الإنجليزية)
- ديفي جرانت على موقع Tapology.com (الإنجليزية)
- ديفي جرانت على موقع IMDb (الإنجليزية)
- ديفي جرانت على موقع قاعدة بيانات الفيلم (الإنجليزية)